# Хакишев, Шалаудин Борзикович
Шалаудин (Халаудин) Борзикович Хакишев (чечен. Хакишийн Борзикин ВоІ Шалауди; род. 1912, Алхан-Юрт, Терская область — 1944, Грибовка, Одесская область) — участник Великой Отечественной войны, доброволец РККА. Партийный организатор 127 полка 30 кавалерийской дивизии. Принял активное участие в формировании 114-й Чечено-Ингушской кавалерийской дивизии, после расформирования — 255-го отдельного Чечено-Ингушского кв. полка, являлся политическим руководителем.

## Биография
По национальности чеченец из тайпа зумсой. Отец известного актёра и режиссёра Руслана Хакишева. Состоял в РККА с 1941 года, призван как доброволец через областной военный комиссариат. Политический руководитель 255-го отдельного кавалерийского полка и сабельного эскадрона, после его реорганизации стал парторгом 127 кавалерийского полка 30-й кавалерийской Новобугской Красно-знаменной ордена Суворова дивизии.
Во время службы побывал в Краснодаре, Ростовской области, в разных частях Украины. Неоднократно получал тяжелые ранения, но, едва встав на ноги, вновь шел на фронт. Об этом не раз упоминал Мовлид Висаитов, который был командиром их полка. В своей книге «От Терека до Эльбы» в числе других он отдельное внимание уделил Шалаудину Хакишеву.
В июне месяце в 1942 года эскадрон под руководством Хакишева в составе полка вступил в бой на подступах «Мартыновка» Ростовской области. В июле, августе и сентябре 1942 года Хакишев участвовал в боях с немецко-фашистскими захватчиками в р-нах: Зимовники, Мал-Дербеты, Тундутово, Кательниково, Верхне Курмуязаной, Цыган-Нуре, Верхне Яблочный, ст. Чилиново. Эскадрон под руководством Хакишева в период боевых действий неоднократно выполнял тактические задачи как в составе полка, так и самостоятельно в роли главного отряда и разведотряда. Политрук эскадрона Хакишев лично воодушевлял бойцов и командиров эскадрона в бою. В самую критическую минуту боя, когда подразделение полка на открытой местности в р-не ст. Чилиново были подвергнуты бомбардировке несколькими десятками самолётов вражеской стратегической авиации, с одновременным охватом флангов танками противника. Хакишев руководил боем и сумел дать противнику отпор. В этом бою я лично на поле боя встречался с ним и отмечал его за храбрые действия. Хакишев был неоднократно ранен на поле боя и по выздоровлении вновь возвращался в боевые части. Шалаудин Хакишев служит примером отваги и мужества.

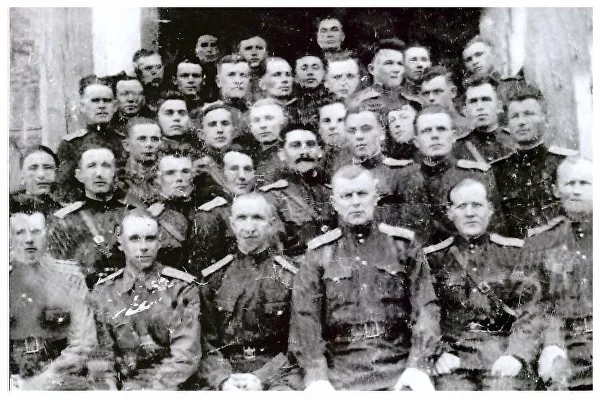
Шалаудин Хакишев с сослуживцами

Яраги Гуноев, однополчанин Шалаудина, в 1960-х годах, когда уже чеченцы вернулись из Средней Азии, рассказал журналистам о том, каким отважным парторгом был Шалаудин Хакишев. В газете «Грозненский рабочий» тогда вышел материал о нём. В нём Гуноев описывал смелые рейды парторга в тыл врага. Он писал:
Шалаудин днем и ночью появлялся на самых опасных участках. В числе первых он ворвался в Белявку (украинское  село недалеко от Одессы – авт.) и вступил в бой. За три часа фашистский гарнизон был уничтожен
После одного из них в журнале боевых действий части появилась запись об особо отличившихся воинах. «Пример мужества и бесстрашия показал парторг полка старший лейтенант Хакишев», — было написано в том журнале.
Погиб в 1944 году во время очередного рейда, когда их полк наткнулся на фашистскую засаду под Одессой, в селе Грибовка. По словам очевидцев, он и там в числе первых носился на коне, несмотря на то, что все орудия противника стреляли в упор. Посмертно награждён орденом Красной Звезды и орденом Великой Отечественной войны I-й степени, а во время войны — медалью «За отвагу».